# Emericella foeniculicola
Emericella foeniculicola är en svampart som beskrevs av Udagawa 1979. Emericella foeniculicola ingår i släktet Emericella och familjen Trichocomaceae.   Inga underarter finns listade i Catalogue of Life.